# 哈特里-福克方程
哈特里-福克方程（英語：Hartree–Fock equation），又称为HF方程，是一个应用变分法计算多電子系統波函数的方程式，是量子物理、凝聚態物理學、量子化学中最重要的方程之一。HF方程形式上是单电子本征方程，求得的本征态是单电子波函数，即分子轨道。以HF方程为核心的数值计算方法称为“哈特里-福克方法”（Hartree–Fock method）。
基于分子轨道理论的所有量子化学计算方法都是以HF方法为基础的。鉴于分子轨道理论在现代量子化学中的广泛应用，HF方程被视为现代量子化学的基石。

## 哈特里-福克近似
哈特里-福克近似也称为分子轨道近似或单行列式近似，认为多电子体系波函数可以由体系分子轨道波函数构造的单个斯莱特行列式表示：
{\displaystyle \Psi ={\frac {1}{\sqrt {N!}}}{\begin{vmatrix}\chi _{1}(1)&\chi _{2}(1)&\cdots &\chi _{N}(1)\\\chi _{1}(2)&\chi _{2}(2)&\cdots &\chi _{N}(2)\\\vdots &\vdots &\ddots &\vdots \\\chi _{1}(N)&\chi _{2}(N)&\cdots &\chi _{N}(N)\\\end{vmatrix}}=|\chi _{1}\chi _{2}\cdots \chi _{N}\rangle }
这里{\displaystyle N}为电子数，{\displaystyle \chi _{i}(x)}是能量最低的{\displaystyle N}个分子轨道波函数。而分子轨道波函数是由体系中所有原子轨道波函数经过线性组合构成的，
{\displaystyle \chi _{a}(x)=\sum _{i}C_{ai}\phi _{i}(x)}
通常原子轨道波函数{\displaystyle \phi _{i}(x)}由计算时指定的基组给出。
在此近似下，由变分法，体系的多电子薛定谔方程可化为单电子方程
{\displaystyle f_{(1)}\chi _{a}(1)=\varepsilon _{a}\chi _{a}(1)}
其中{\displaystyle f_{(1)}}为福克算符，{\displaystyle \chi _{a(1)}}为体系的分子轨道，{\displaystyle \varepsilon _{a}}是分子轨道{\displaystyle \chi _{a(1)}}的轨道能。这就是哈特里-福克方程。求解该方程，即求解使方程成立的一组分子轨道；这组分子轨道使得在HF近似下的体系总能量最低。

## 发展简史
1927年，物理学家瓦尔特·海特勒和弗里茨·伦敦完成了氢气分子的量子力学计算之后，开启了量子化学的时代。从此，人们便开始尝试使用量子力学理论来解释化学物质结构和化学现象。
为了解决多电子体系薛定谔方程近似求解的问题，量子化学家道格拉斯·哈特里在1928年提出了哈特里假设，将每个电子看做是在其他所有电子构成的平均势场中运动的粒子，并且首先提出了迭代法的思路。哈特里根据他的假设，将体系电子哈密顿算子分解为若干个单电子哈密顿算子的简单代數和，每个单电子哈密顿算子中只包含一个电子的坐标，因而体系多电子波函数可以表示为单电子波函数的简单乘积，这就是哈特里方程。但是由于哈特里没有考虑电子波函数的反对称要求，他的哈特里方程实际上是非常不成功的。
1930年，哈特里的学生弗拉基米爾·福克和約翰·斯萊特分别提出了考虑泡利原理的自洽场迭代方程和单行列式型多电子体系波函数，这就是今天的哈特里-福克方程。但是由于计算上的困难，HF方程诞生后整整沉寂了二十年，在1950年，量子化学家克萊門斯·羅特漢想到将分子轨道用原子轨道的线性组合来近似展开，而得到了闭壳层结构的罗特汉方程。
1953年，美国的R.帕里瑟、R.帕尔和英国的约翰·波普尔花费两年时间使用手摇计算器分别独立地实现了对氮气分子的RHF自洽场计算，这是人类首次通过求解HF方程获得对化学结构的量子力学解释，也是量子化学计算方法第一次实际完成。在第一次成功之后，伴随着电脑技术的迅猛发展，HF方程与量子化学一道获得长足发展，在HF方程的基础上，人们发展出了高级量子化学计算方法，使得计算精度进一步提高，通过对HF方程电子积分的简化和参数化，人们大大缩减了量子化学的计算量，使得对超过1000个原子的中等大小分子的计算成为可能。

## 方程的导出
哈特里-福克方程源于对多电子体系电子波函数的变分法处理。在玻恩-奥本海默近似条件下，一个多电子体系的电子运动与能量可以与原子核的运动和能量相互分离，这样利用电子哈密顿算符和多电子波函数便可以计算体系的电子能量。其能量的表达式为:
{\displaystyle E_{0}=\langle \Psi _{0}|H_{ele}|\Psi _{0}\rangle }
式中{\displaystyle E_{0}}表示体系基态电子能量；{\displaystyle H_{ele}}表示体系的电子哈密顿算符，
{\displaystyle H_{ele}=\sum _{i}^{N}{\frac {-1}{2}}\nabla _{i}^{2}-\sum _{i=1}^{N}\sum _{a=1}^{M}{\frac {Z_{a}}{R_{ia}}}+\sum _{i=1}^{N}\sum _{j>i}^{N}{\frac {1}{r_{ij}}}}
根据作用方式，可以将{\displaystyle H_{ele}}分解为两部分
{\displaystyle H_{ele}=O_{1}+O_{2}}
其中{\displaystyle O_{1}}为单电子算符
{\displaystyle O_{1}=\sum _{i}^{N}{\frac {-1}{2}}\nabla _{i}^{2}-\sum _{i=1}^{N}\sum _{a=1}^{M}{\frac {Z_{a}}{R_{ia}}}=\sum _{i}^{N}-\left({\frac {1}{2}}\nabla _{i}^{2}+\sum _{a=1}^{M}{\frac {Z_{a}}{R_{ia}}}\right)=\sum _{i}^{N}h_{i}}
描述单个电子的动能和原子核吸引势能；而{\displaystyle O_{2}}为二电子算符
{\displaystyle O_{2}=\sum _{i=1}^{N}\sum _{j>i}^{N}{\frac {1}{r_{ij}}}}
描述电子间相互作用。
{\displaystyle \Psi _{0}}代表基态多电子波函数，是体系单电子分子轨道波函数为基函数组建的斯莱特行列式。构建{\displaystyle \Psi _{0}}的各个分子轨道相互之间是正交归一的，即约束条件为
{\displaystyle \langle \chi _{a}|\chi _{b}\rangle =\delta _{ab}}
考虑此约束条件，应用拉格朗日乘数法对函数{\displaystyle L=E_{0}[\{\chi _{i}\}]-\sum _{a,b}^{N}\varepsilon _{ab}\left(\langle a|b\rangle -\delta _{ab}\right)}变分求极值。式中{\displaystyle \varepsilon _{ab}}是拉格朗日待定因子，{\displaystyle \langle a|b\rangle }是{\displaystyle \langle \chi _{a}|\chi _{b}\rangle }的简写。
变分法的处理过程如下：令
{\displaystyle \delta L=\delta E_{0}[\{\chi _{i}\}]-\sum _{a,b}^{N}\varepsilon _{ab}\delta [\chi _{a}|\chi _{b}]=0}
其中
{\displaystyle {\begin{aligned}\delta E_{0}=&\sum _{a}^{N}[\delta \chi _{a}|h|\chi _{a}]+\sum _{a}^{N}[\chi _{a}|h|\delta \chi _{a}]\\&+{\frac {1}{2}}\sum _{a,b}^{N}\left([\delta \chi _{a}\chi _{a}|\chi _{b}\chi _{b}]+[\chi _{a}\delta \chi _{a}|\chi _{b}\chi _{b}]+[\chi _{a}\chi _{a}|\delta \chi _{b}\chi _{b}]+[\chi _{a}\chi _{a}|\chi _{b}\delta \chi _{b}]\right)\\&+{\frac {1}{2}}\sum _{a,b}^{N}\left([\delta \chi _{a}\chi _{b}|\chi _{b}\chi _{a}]+[\chi _{a}\delta \chi _{b}|\chi _{b}\chi _{a}]+[\chi _{a}\chi _{b}|\delta \chi _{b}\chi _{a}]+[\chi _{a}\chi _{b}|\chi _{b}\delta \chi _{a}]\right)\end{aligned}}}
这里定义单电子积分记号
{\displaystyle [\chi _{a}|\chi _{b}]=\langle \chi _{a}|\chi _{b}\rangle =\int dx\chi _{a}^{*}(x)\chi _{b}(x)}
以及二电子积分记号
{\displaystyle [\chi _{a}\chi _{b}|\chi _{c}\chi _{d}]=\int dx_{1}dx_{2}\chi _{a}^{*}(x_{1})\chi _{b}(x_{1})r_{12}^{-1}\chi _{c}^{*}(x_{2})\chi _{d}(x_{2})}
考虑到流动坐标的不可区分性，可以简化为：
{\displaystyle {\begin{aligned}\delta E_{0}=&\sum _{a}^{N}[\delta \chi _{a}|h|\chi _{a}]+\sum _{a,b}^{N}\left([\delta \chi _{a}\chi _{a}|\chi _{b}\chi _{b}]-[\delta \chi _{a}\chi _{b}|\chi _{b}\chi _{a}]\right)\\&+\left(\sum _{a}^{N}[\delta \chi _{a}|h|\chi _{a}]+\sum _{a,b}^{N}\left([\delta \chi _{a}\chi _{a}|\chi _{b}\chi _{b}]-[\delta \chi _{a}\chi _{b}|\chi _{b}\chi _{a}]\right)\right)^{*}\end{aligned}}}
同理，{\displaystyle \delta L}中的{\displaystyle \sum _{a,b}^{N}\varepsilon _{ba}\delta [a|b]}项有：
{\displaystyle \sum _{a,b}^{N}\varepsilon _{ba}\delta [a|b]=\sum _{a,b}^{N}\varepsilon _{ba}[\delta \chi _{a}|\chi _{b}]+\left(\sum _{a,b}^{N}\varepsilon _{ba}[\delta \chi _{a}|\chi _{b}]\right)^{*}}
将两项相加，{\displaystyle \delta L}表示为：
{\displaystyle {\begin{aligned}\delta L=&\sum _{a}^{N}[\delta \chi _{a}|h|\chi _{a}]+\sum _{a,b}^{N}\left([\delta \chi _{a}\chi _{a}|\chi _{b}\chi _{b}]-[\delta \chi _{a}\chi _{b}|\chi _{b}\chi _{a}]\right)+\sum _{a,b}^{N}\varepsilon _{ba}[\delta \chi _{a}|\chi _{b}]\\&+\left(\sum _{a}^{N}[\delta \chi _{a}|h|\chi _{a}]+\sum _{a,b}^{N}\left([\delta \chi _{a}\chi _{a}|\chi _{b}\chi _{b}]-[\delta \chi _{a}\chi _{b}|\chi _{b}\chi _{a}]\right)+\sum _{a,b}^{N}\varepsilon _{ba}[\delta \chi _{a}|\chi _{b}]\right)^{*}\\=&0\end{aligned}}}
若{\displaystyle L}函数处于极值点，则变量{\displaystyle \left\{\chi _{i}\right\}}向各个方向的微小变化都应该有{\displaystyle \delta L=0}。可以取{\displaystyle \left\{\delta \chi _{i}\right\}=\left\{i\delta \chi _{i}\right\}}沿虚轴变分，则在{\displaystyle \delta L}表达式中，第一项前会产生一个{\displaystyle i}的系数，第二项复共轭会产生一个{\displaystyle -i}系数：
{\displaystyle {\begin{aligned}\delta L=&i\sum _{a}^{N}[\delta \chi _{a}|h|\chi _{a}]+\sum _{a,b}^{N}\left([\delta \chi _{a}\chi _{a}|\chi _{b}\chi _{b}]-[\delta \chi _{a}\chi _{b}|\chi _{b}\chi _{a}]\right)+\sum _{a,b}^{N}\varepsilon _{ba}[\delta \chi _{a}|\chi _{b}]\\&-i\left(\sum _{a}^{N}[\delta \chi _{a}|h|\chi _{a}]+\sum _{a,b}^{N}\left([\delta \chi _{a}\chi _{a}|\chi _{b}\chi _{b}]-[\delta \chi _{a}\chi _{b}|\chi _{b}\chi _{a}]\right)+\sum _{a,b}^{N}\varepsilon _{ba}[\delta \chi _{a}|\chi _{b}]\right)^{*}\\=&0\end{aligned}}}
消去虚数单位，两式相加，可以消去表达式中的复共轭项：
{\displaystyle \delta L=\sum _{a}^{N}[\delta \chi _{a}|h|\chi _{a}]+\sum _{a,b}^{N}\left([\delta \chi _{a}\chi _{a}|\chi _{b}\chi _{b}]-[\delta \chi _{a}\chi _{b}|\chi _{b}\chi _{a}]\right)+\sum _{a,b}^{N}\varepsilon _{ba}[\delta \chi _{a}|\chi _{b}]=0}
在引入库仑算符和交换算符的概念之后，上述表达式可以改写为：
{\displaystyle \sum _{a}^{N}\int dx_{1}\delta \chi _{a}^{*}(1)\left[h_{1}\chi _{a}(1)+\sum _{b}^{N}\left(J_{b(1)}-K_{b(1)}\right)\chi _{a}(1)-\sum _{b}^{n}\varepsilon _{ba}\chi _{b}(1)\right]=0}
对任意{\displaystyle \left\{\delta \chi _{i}\right\}}上述等式均应成立，因而必须有:
{\displaystyle h_{1}\chi _{a}(1)+\sum _{b}^{N}\left(J_{b(1)}-K_{b(1)}\right)\chi _{a}(1)-\sum _{b}^{n}\varepsilon _{ba}\chi _{b}(1)=0}
整理得到：
{\displaystyle \left[h_{(1)}+\sum _{b}^{N}\left(J_{b(1)}-K_{b(1)}\right)\right]\chi _{a}(1)=\sum _{b}^{N}\varepsilon _{ba}\chi _{b}(1)}
定义福克算符
{\displaystyle f_{(1)}=h_{(1)}+\sum _{b}^{N}\left(J_{b(1)}-K_{b(1)}\right)}
方程可以表达为
{\displaystyle f_{(1)}\chi _{a}(1)=\sum _{b}^{N}\varepsilon _{ba}\chi _{b}(1)}
即哈特里-福克方程。为了求解，通过对分子轨道波函数进行酉变换处理，使得轨道能矩阵{\displaystyle \varepsilon _{ba}}对角化，将一般的不可解的HF方程转化为正则哈特里-福克方程：
{\displaystyle f_{(1)}\chi _{a}(1)=\epsilon _{a}\chi _{a}(1)}
此方程形式上为本征方程，但是福克算符中的库仑算符和交换算符都与分子轨道有关，因此只能够通过自洽迭代的方法近似求解，即哈特里-福克自洽场（HF-SCF）方法。HF-SCF方法是组态相互作用方法、多体微扰理论、半经验量子化学计算等现代量子化学计算方法的基础。

## 方程的解与自洽场方法
正则哈特里-福克方程虽然具有简单的本征方程形式，但福克算子中的库仑算子和交换算子中含有所有{\displaystyle \chi _{a}}的表达式，因而方程的实际形式非常复杂，无法求得精确的解析解，只能使用迭代法求解，即量子化学中的自洽场方法。
在实际操作中，人们会首先给定基组，将本征方程转化为矩阵方程。这一转变使分子轨道可以表示为{\displaystyle \chi _{a}(x)=\sum _{i}C_{ai}\phi _{i}(x)}，可以用一个变化的{\displaystyle K}维向量{\displaystyle \mathbb {C_{a}} }来代表分子轨道，{\displaystyle K}为基组中基函数的数量。同理，可以将福克算符转化为福克矩阵。然而由于基函数不一定正交，存在重叠积分
{\displaystyle S_{ij}=\int dx\phi _{i}^{*}(x)\phi _{j}(x)}
最终HF方程的形式转化为广义本征方程
{\displaystyle \mathbb {F} \mathbb {C} =\mathbb {\varepsilon } \mathbb {S} \mathbb {C} }
此方程称为哈特里-福克-罗特汉方程，或罗特汉方程。这样，相对复杂的本征方程就转化为只需要进行简单代数计算就可以求解的矩阵本征方程，而原方程中复杂的积分则在上述转化过程中一次性完成了。
求解时首先需要给定一个分子轨道的初始猜测{\displaystyle \mathbb {C} }，用这套分子轨道计算福克矩阵{\displaystyle \mathbb {F} }，再求解哈特里-福克-罗特汉方程，得到一组新的分子轨道{\displaystyle \mathbb {C} }和相应的本征值矩阵{\displaystyle \mathbb {\varepsilon } }，再使用新轨道{\displaystyle \mathbb {C} }计算新的福克矩阵{\displaystyle \mathbb {F} }......重复上述过程，直到{\displaystyle \mathbb {C} }的各个矩阵元数值不再有明显的变化，称作自洽迭代收敛，就得到了HF方程的解。
得到收敛的{\displaystyle \mathbb {C} }矩阵后，将这些系数代入{\displaystyle \chi _{a}=\sum _{i}C_{ia}\phi _{i}}与基函数结合，便获得了最终的分子轨道波函数以及体系电子总能量等各种性质。

## 方程的应用
HF方程在量子化学中有着广泛的应用，所有分子轨道理论的量子化学计算都是以HF方程为基础的。
- 组态相互作用方法（CI）：在CI方法中，通过HF方程解得的一系列分子轨道用于构建多电子基函数集，在构建了多电子基函数集后再通过变分法处理获得CI能量的最低点，因而进行CI计算必须首先完成HF方程的求解。
- 多体微扰理论方法（MPn）：MPn计算将体系所有福克算符的代数和定义为哈特里-福克哈密顿算符，将电子间相互作用所产生的能量项看作是对哈特里-福克哈密顿算符的微扰，经过微扰处理后可以获得体系能量的近似值。进行多体微扰计算也需要首先进行HF方程的求解，以获得需要的分子轨道波函数形式和分子轨道能量。
- 半经验量子化学计算（英语：Semi-empirical quantum chemistry method）：半经验量子化学计算是对HF方程求解过程的简化。在HF方程的求解中，绝大部分计算量都分布在由正则HF方程向矩阵本征方程形式转变的过程中，如果将这一过程中大量的电子积分用经验数值代替，便可以极大地缩短HF方法的计算时间。为此，针对不同的研究体系，量子化学家开发了不同的积分经验常数，与之相应地产生了各种半经验量子化学计算方法。本质上讲，半经验计算仍然是通过自洽场方法求解HF方程的过程。